# Петров, Аркадий Иванович
Аркадий Иванович Петров (род. 7 апреля 1938 года в посёлке шахты «Комсомолец» в Горловке Донецкой области Украинской ССР) — российский художник.

## Биография
Детство провёл в шахтёрском поселке.
Стиль зрелых работ Аркадия Петрова можно соотнести с практиками московских художников-семидесятников — Татьяны Назаренко, Натальи Нестеровой — с их тягой к нарочитой упрощённости, с их интересом к северным примитивам или к наивным художникам (Нико Пиросмани, Павел Леонов, Леонид Пурыгин). С другой стороны, важно проследить у Петрова содержательные параллели с творчеством художников соц-арта: Гриши Брускина, Бориса Орлова, в частности, в обыгрывании геральдических атрибутов, в стремлению выявить устойчивые ментальные клише советского времени. Сюжеты художник заимствует из повседневности.

## Публичные коллекции
- Государственный Русский музей, Санкт-Петербург
- Музей современного искусства art4, Москва
- Екатеринбургский музей изобразительных искусств
- Музей Петера Людвига, Кёльн, ФРГ
- Музей искусств Джейн Вурхис Зиммерли (англ.) Ратгерского университета, (Собрание Нортона Доджа), Нью-Джерси, США
- Национальный музей современного искусства (Сеул), Южная Корея

## Персональные выставки
- 2020 — «Черные очи да белая грудь». Галерея pop/off/art. Москва
- 2019—2020 — «Страна отдыхает». DiDi Gallery. Санкт-Петербург
- 2018 — «Без любви нет счастья». Art Story. Москва
- 2016 — «Избранное. 1970-80». DiDi Gallery. Санкт-Петербург
- 2014 — «Эротический квадрат Архивная копия от 29 января 2018 на Wayback Machine», галерея pop/off/art, Москва
- 2012 — «Белый китч» Архивная копия от 29 января 2018 на Wayback Machine, галерея pop/off/art, Москва
- 2011 — «Циклы» Архивная копия от 29 января 2018 на Wayback Machine, Московский музей современного искусства, Москва
- 2009 — «Коврики анилиновые» Архивная копия от 29 января 2018 на Wayback Machine, галерея pop/off/art, Москва
- 2008 — «Красавица со звездой: советская мифология Аркадия Петрова» Архивная копия от 29 января 2018 на Wayback Machine, Красноярский музейный центр
- 2008 — «Рай с Кремлем», Государственный Русский музей, Санкт-Петербург
- 2007 — «Сделано в Матюшино» Архивная копия от 29 января 2018 на Wayback Machine, галерея pop/off/art, Москва
- 2006 — «Десять пачек», галерея pop/off/art, Москва
- 2002 — «Библейские стихи», галерея «На Солянке», Москва
- 2001 — галерея «Риджина», Петровский пассаж, Москва
- 1995 — галерея «Bodenschatz», Базель, Швейцария (совм. с Н.Толстой)
- 1993 — «Танцплощадка», ЦДХ, Москва
- 1992 — Графикстудио, Бостон, США
- 1991 — «Барак», Дом кино, Москва
- 1988 — ДК МЭЛЗ, Москва
- 1984 — выставочный зал на ул. Вавилова, Москва

## Групповые выставки
- 2021 — «Кавказская Ривьера. Баталии за рай». Музей декоративного искусства. Москва
- 2020 — «Зенит Андеграунда». DiDi Gallery. Санкт-Петербург
- 2019 — «Второй Авангард». DiDi Gallery. Санкт-Петербург
- 2019 — «Путешествия по снам». Галерея ARTSTORY. Москва
- 2018—2019 — «Радикальная текучесть. Гротеск в искусстве». Музей искусства Санкт-Петербурга XX-XXI веков. Санкт-Петербург
- 2018 — Осенние торги Vladey 2018. Предаукционная выставка. Центр современного искусства «Винзавод». Москва
- 2018 — «Осторожно, дети!» Музей искусства Санкт-Петербурга XX-XXI веков. Санкт-Петербург
- 2017 — «Из частных коллекций. Выставка шестидесятников». DiDi Gallery. Санкт-Петербург
- 2017 — «Право на грядущее». Музей искусства Санкт-Петербурга XX-XXI веков. Санкт-Петербург
- 2017 — «Наив..Но». Московский музей современного искусства, Москва
- 2016—2017 — KOLLEKTSIA+ ART CONTEMPORAIN EN URSS ET EN RUSSIE — UNE NOUVELLE DONATION, Центр Помпиду, Париж, Франция
- 2014 — Украшение красивого. Элитарность и китч в современном искусстве, Центр современного искусства «Заря», Владивосток
- 2013 — Украшение красивого. Элитарность и китч в современном искусстве, Художественный Музей им. И. Н. Крамского, Воронеж, галерея 16thLINE, Ростов-на-Дону, ГЦСИ, Владикавказ
- 2012 — Украшение красивого. Элитарность и китч в современном искусстве, Государственная Третьяковская галерея, Москва
- 2012 — XX век: Избранное. Из коллекции Московского Музея современного искусства, ММСИ, Москва
- 2007 — предаукционная выставка, аукцион MacDougall’s, Лондон, Великобритания
- 2007 — предаукционная выставка, аукцион Sotheby’s, Лондон, Великобритания
- 2006—2007 — «Аллеи культуры, лужайки отдыха. Сады и парки в изобразительном искусстве XX века», галерея «Ковчег», Москва
- 2006 — «Время перемен. Искусство 1960—1985 в Советском Союзе», Государственный Русский музей, Санкт-Петербург
- 2006 — предаукционная выставка, аукцион Sotheby’s, Нью-Йорк, США
- 2006 — «Картина нового века. Московская живопись 2000-х годов», Белгородский государственный художественный музей, Белгород
- 2005—2006 — «Шестой. Гороскоп на 2006 год в картинах», галерея pop/off/art, Москва
- 2005—2006 — «Коллаж в России. XX век», Государственный Русский музей, Санкт-Петербург
- 2005 — «Классики и современники», галерея pop/off/art, Москва
- 2003 — Московский международный салон «ЦДХ-2003», проект «Человеческое, слишком человеческое», ЦДХ, Москва
- 2002 — «Двое», Государственный Русский музей, Санкт-Петербург
- 2001 — «Портрет в России. XX век», Государственный Русский музей, Санкт-Петербург
- 2000 — «Рабочее движение», галерея «На Солянке», Москва
- 1999 — «Идея музея СССР», Музей и общественный центр им. А. Сахарова, Москва
- 1999 — «Герои», выставочный зал «Новый Манеж», Москва
- 1998 — «Дары и приобретения», Государственный Русский музей, Санкт-Петербург
- 1997 — «Мир чувственных вещей в картинках», ГМИИ им. А. С. Пушкина, Москва
- 1997 — «Арт-Салон 97», ЦВЗ «Манеж», Москва
- 1996 — «Галереи в галерее», Государственная Третьяковская галерея, Москва
- 1991 — «Вашингтон — Москва», Библиотека Карнеги, Вашингтон, США
- 1991 — «Современная русская живопись», выставка и аукцион, Атенеум Чикаго, Центр архитектуры, искусства и изучения горда, галерея 333 West Wacker, Чикаго, США
- 1990—1991 — «Вашингтон — Москва», Государственная Третьяковская галерея, Москва
- 1990—1991 — «Поиск самовыражения. Живопись в Москве и Ленинграде. 1965—1990», Музей Искусств, Колумбус, Огайо; Художественная галерея Уэзерспун, Университет Северной Каролины, Гринсборо, Северная Каролина; Арт Центр Арканзаса, Литл Рок, Арканзас, США
- 1990 — предаукционная выставка, аукцион Хабсбург — Фельдман, Нью-Йорк, США)
- 1990 — «Детский портрет в русском искусстве с 17 века до наших дней», Государственный Русский музей, Санкт-Петербург
- 1990 — «Встреча», Davidson Galleries, Вашингтон, США
- 1990 — «Логика парадокса», Дворец Молодежи, Москва
- 1990 — «Москва. Сокровища и традиции», Сиэтл, Вашингтон, США
- 1990 — «Transformation. The Legacy of Authority. Recent Art from the Soviet Union», Camden Arts Centre, Лондон, Великобритания
- 1989 — «Диалог. Русский авангард и современное советское искусство», Центр Бориса Виана, Улис, Франция
- 1988 — «Новые русские», Дворец культуры и науки, Варшава, Польша
- 1988 — «Die Neue Freiheit der Sowjetischen Maler», Кунстхалле, Эмден, Германия
- 1988 — «Художник и современность. 2-я выставка Первого творческого объединения МОСХ», выставочный зал, Кузнецкий мост, 11, Москва
- 1988 — предаукционная выставка Sotheby’s, Москва
- 1988 — «Современное советское искусство», Музей П. Людвига, Кельн, Германия
- 1988 — ARCO 88, проект «Современное советское искусство», галерея «Де Франс», Мадрид, Испания
- 1988 — фирма «Океан», Стамбул, Турция
- 1987 — галерея «Костакис», Афины, Греция
- 1987 — «Художник и современность. 1-я выставка Первого творческого объединения МОСХ», выставочный зал на ул. Ак. Миллионщикова («Каширка»), Москва
- 1986 — галерея «International Images», Пенсильвания, США
- 1984 — фирма «Тема», Берлин, Германия